# Бессарабская губерния
Бессара́бская губе́рния — административная единица Российской империи, Российской республики и РСФСР, существовавшая в 1873—1918/1940 годах.
Образована 28 октября (9 ноября) 1873 года в результате преобразования Бессарабской области.

## География
Описание географических, климатических и природных характеристик Бессарабской губернии далее приводится на основе информации ЭСБЭ (1890—1907 годы).
Бессарабская губерния составляла крайний юго-западный угол России, между Прутом на западе и Днестром на севере и востоке; Дунай (собственно, северный, Килийский рукав его) составлял границу на юге, Чёрное море на юго-востоке, лишь на крайнем северо-западе губерния не имела хорошо определённых естественных границ; от австрийской области Буковины её отделяли небольшие речки, впадающие в Прут и Днестр, а часть границы между ними была проведена полями. Прут и Дунай отделяли Бессарабскую губернию от Румынского королевства, именно первый от Молдовы, а второй от присоединенной к Румынии по Берлинскому трактату Добруджи. Бессарабия, или Цара басарабяскэ, то есть земля Бессарабов, как называют её молдаване, носит это имя не очень давно, едва ли не с начала XIX века или с конца XVIII. Во влахо-болгарских грамотах XV—XVII вв. Бессарабом именовалась вся Валахия с присоединением к ней Бабадагской области близ Дуная. В позднейших документах имя Бессарабии придаётся Буджаку, или Буджакской степи, составлявшей южную часть Бессарабской губернии.
Территория Бессарабской губернии занимала площадь в 44 399 км². По данным Энциклопедического словаря Брокгауза и Евфрона — 40 096,6 кв. вёрст (45 631,7 км²)

### Рельеф
Бессарабская губерния не имела гор в собственном смысле, однако поверхность северной и особенно средней части губернии очень неровна и изрыта глубокими речными долинами и оврагами. Самая высокая точка губернии находилась в северо-западном углу Хотинского уезда, в так называемой Русской Буковине, на границе с Австрийской Буковиной — 220 саженей (469,39 м). В Хотинском уезде было ещё несколько высот более 150 саженей (320,04 м). Находящийся к югу от него Сорокский уезд и большая часть Ясского уезда (город Бельцы) менее высоки, хотя имели более пересечённую поверхность. Более значительные высоты встречались в самой южной части Ясского уезда, именно гора Мегура — 201 саж. (428,14 м). В 30 верстах (32 км) к югу от Бельц, а также в Кишинёвском и части Оргеевского уезда эта местность прорезана цепями холмов с разделяющими их долинами и называлась Кодрянами (Кодрами). В конце XIX века она была очень живописна, богата древними монастырями и изобиловала лиственными лесами, особенно дубовыми и грабовыми, частью и буковыми, которые значительно поредели за XIX век. Холмы средней части Бессарабской губернии состоят из известняков, большей частью меловой формации, южнее встречается миоценовая (среднетретичная) формация, тоже большей частью состоящая из известняков. У берегов Днестра в Хотинском уезде и в глубоких оврагах обнажаются пласты гораздо более древних формаций, до силурийских песчаников, сланцев и известняков, а в немногих местах даже до лежащих под ними гранитов. Три южных уезда губернии гораздо ниже, чем средняя часть, но и здесь поверхность далеко не ровная, настоящие равнины встречаются лишь у берегов Дуная и Чёрного моря. Граница между более ровной южной и холмистой частью Бессарабской губернии проходила приблизительно по верхнему Траянову валу, который шёл от места Леово на Пруте до впадения реки Ботни в Днестр, немного южнее Бендер. Эта южная часть губернии совершенно степная и называется Буджакской степью. Главная река — Днестр, правый берег реки находился в пределах губернии от села Онуты, на границе Буковины, до впадения в Днестровский лиман.

### Водные ресурсы
Русло Днестра во времена Бессарабской губернии было очень извилисто, берега круты, особенно выше Бендер, река сравнительно узка и собрана в одно русло, судоходство более удобно, чем на других реках России с таким же количеством воды, особенно вниз по течению (взводное затруднялось быстротой течения), значительных мелей не было, не было и порогов в собственном смысле, а затруднения происходили лишь от каменных гряд и карчей; ниже Бендер встречались мели, так как река уже, а количество воды немногим более, чем выше города. Правильное пароходство существовало от низовий Днестра до Могилёва, иногда пароходы заходили и далее, но главная часть грузов шла на галерах, четвероугольных ящиках из еловых досок, движение происходило на шестах. Из Галиции привозился строевой лес и лесные изделия, а Бессарабия отправляла хлеб, фрукты и вино. Днестр не имеет ни одного значительного притока в Бессарабской губернии.
Вторая река губернии — Прут составляла границу с Молдавией от места Новоселица до впадения в Дунай. Прут, как и Днестр, вытекает из Карпат и в Бессарабской не получали ни одного значительного притока. До м. Леово существовало правильное пароходство, выше же производился лишь сплав леса из Буковины.
Реки низменной части Бессарабской губернии не доходили до моря, а впадали в озера, отделённые от Чёрного моря и Дуная песчаными косами. Самые значительные: Ялпуг, впадающая в одноимённое озеро, и Когыльник. Близ Чёрного моря расположены соленые озера Алибей и Тиганы. В 1840-х годах и до 1856 из этих озёр добывалось много соли, до 4 млн пудов. По Парижскому миру лучшие из озёр отошли к Румынии, добыча соли из бессарабских озёр прекратилась и не возобновилась после присоединения этой местности к России в 1878 году. Самые большие из придунайских озёр, кроме Ялпуга, Китай и Котлабух
На берегах Дуная были расположены обширные луга и камышёвые заросли, река была богата рыбой, хотя менее низовий рек, впадающих в Азовское и Каспийское моря. Между 1856 и 1878 годами лучшие рыбные ловли Бессарабии были вне пределов России. Рыболовством занимались главным образом великороссы-старообрядцы, особенно жители пос. Вилков; соленая, сушеная и вяленая рыба шла отсюда внутрь Бессарабии, в Херсонскую и Подольскую губернии, а также за границу: в Румынию, Буковину и Галицию. Рыбные ловли на берегу Чёрного моря были менее важны, чем дунайские.

### Климат
Климат Бессарабской губернии был теплее, чем в большей части Европейской России, но замечалось большое различие между северной и более возвышенной частью Бессарабии, к тому же более удаленной от моря, и низменной, близкой к морю. Последняя значительно теплее, но осадков (дождя и снега) выпадало гораздо менее, чем на севере и в холмистой средней части губернии.

### Растительность
По естественной растительности Бессарабскую губернию разделяли следующие 4 района:
- Русскую Буковину, здесь были превосходные, главным образом буковые, леса, сохранившиеся в более северной, высокой части, остальная была богата сливовыми садами,
- остальная часть Северной Бессарабии (Бельцкая степь) — местность была покрыта степными травами, но леса были во всех долинах, а также и на высотах, преобладали дуб и граб. Это была лучшая земледельческая местность губернии и центр возделывания озимой пшеницы,
- холмистая средняя часть Бессарабии (Кодры) была покрыта превосходными лесами: дубовыми, грабовыми и буковыми. Они сильно вырублены и были заменены частью пашнями, частью садами и виноградниками.
- южная, более ровная часть Бессарабии — Буджакская степь. До присоединения к России она была покрыта роскошными степными травами и не вполне лишена леса. В конце XIX века целинных степей было очень мало, и почти всё пространство было занято полями, главный хлеб — яровая пшеница.

## История
Русско-турецкие войны способствовали освобождению земель между Прутом и Днестром от османского владычества. По Бухарестскому мирному договору 16 мая 1812 года они были присоединены к России.
Это была наиболее опустошённая часть Молдавского княжества. Занимая до 50 % её территории, Бессарабия имела лишь около 25 % населения. В составе России, после прекращения набегов татар и разорительных походов турецких армий, началось быстрое развитие края. К 1812 году юг Бессарабии, прежде находившийся под непосредственной властью турецких пашей и буджакских ханов, был населён особенно редко. Сюда переселились болгары и гагаузы, бежавшие от турецких расправ, немцы-колонисты, украинцы, русские, албанцы-арнауты, а также молдавские переселенцы из-за Прута и из центра Бессарабии.
По присоединении Бессарабии к России правительство озаботилось устройством вновь присоединённой области по образцу внутренних губерний, насколько то позволяли местные условия, и 29 апреля 1818 года был издан Устав образования Бессарабской области, и тогда же учреждены были присутственные места по всем частям управления. Важнейшей особенностью устройства Бессарабской области было учреждение бессарабского Верховного совета, установления высшего сравнительно с обыкновенными губернскими местами и во многих местах заменявшего главное управление. Председателем в этом Совете, носившем характер административно-судебный, был полномочный наместник Бессарабской области, звание которого было затем соединено со званием новороссийского генерал-губернатора, проживавшего в Одессе. Главным лицом губернского управления был гражданский губернатор; часть правительственная и казённая сосредоточивалась в областном правительстве. Устав 1818 года был заменён «Учреждением для управления Бессарабской области» 29 февраля 1828 года, по которому управление области более подходит под общее губернское управление, чем прежнее, главное и губернское начальство подчинены тем же центральным органам, как и во внутренних губерниях, один только областной совет, заменивший прежний Верховный совет, составляет особенность этой области.
В 1829 году по Адрианопольскому миру Турция уступила России и дельту Дуная, которая также вошла в состав Бессарабской области. В 1856 году по Парижскому мирному договору Россия уступила Турции дельту Дуная, которая была присоединена к Добрудже, непосредственному владению Турции, и юго-западную часть Бессарабии, позднее Измаильский уезд, которая вошла в состав Молдавского княжества и возвращена России по Берлинскому трактату в 1878 году.
В 1854 году на Бессарабскую область было распространено общее учреждение губернских управлений. В 1873 году область переименована в губернию и введено земство.
В 1861—1875 гг. в Бессарабии была осуществлена крестьянская реформа. Для царан, составлявших 58,6 % всего населения, реформа проведена в 1868 году. В 1869—1872 гг. произошло более 80 крестьянских волнений, для подавления 41 из них посылались войска.
6—7 апреля 1903 года в Кишинёве произошёл один из крупнейших еврейских погромов в Российской империи.
После победы Октябрьской революции в Петрограде по всей Бессарабии активизировалась деятельность Советов, в которых значительное место занимали большевики. Резолюция о признании Советской власти была принята сначала в Бендерах на совместном заседании партий эсеров и социал-демократов с профсоюзами города, прошедшем 28 октября 1917 года. Кишинёвский Совет признал Советскую власть 22 ноября. В Тирасполе были предприняты попытки превращения Советов в орган власти. В ноябре 1917 года был создан Бессарабский губернский Совет рабочих, солдатских и крестьянских депутатов.
2 (15) декабря 1917 года руководители «Сфатул цэрий» объявили Бессарабию «Молдавской Народной Республикой» (МНР).
11 (24) декабря в Кишинёве образован Военно-революционный комитет (ВРК) Южного района (во главе с М. Брянским). При содействии большевиков фронтового комитета Советы рабочих, солдатских и крестьянских депутатов (в Кишинёве, Бендерах, Бельцах, Измаиле, Килии, Аккермане и др. местах) приступили к формированию партизанских отрядов.
Не имея чётких границ, МНР лишь частично контролировала свою территорию, в регионе фактически не было единовластия, так как часть Бессарабии признавала власть Советов рабочих, солдатских и крестьянских депутатов и Военно-революционного комитета Южного региона.
Переходу власти к большевикам помешала начавшаяся 5 (18) января 1918 года интервенция войск Центральной рады, а 6 (19) января — Румынии. При этом румынская военная акция определялась, как гуманитарная операция в помощь местному населению и российской армии. Советское правительство расценило её как агрессию, и 13 (26) января постановило прервать дипломатические отношения с королевской Румынией.
18 (31) января в Кишинёве собрался III Бессарабский губернский съезд Советов, который высказался против отторжения региона от Советской России. Председатель съезда В. М. Руднев был арестован и расстрелян на следующий день по распоряжению румынских оккупационных властей. Вместе с ним были казнены ещё 45 депутатов.
Тем временем советскому правительству удалось осуществить военное давление на оккупированную румынами Бессарабию силами российской Дунайской флотилии и местных повстанцев. На основании советско-румынского соглашения от 5-9 марта 1918 г. Румыния обязывалась вывести свои войска из Бессарабии в течение двух месяцев, отказывалась от каких-либо административных функций и соглашалась не предпринимать «никаких военных, неприятельских или других действий против Советской республики».
Но ситуация вновь переменилась. После заключения Брестского мира Советская Россия потеряла реальную возможность оказывать поддержку просоветским силам в Бессарабии. Этим немедленно воспользовались власти Бухареста.
27 марта (9 апреля) на заседании Сфатул Цэрий был поставлен вопрос об объединении Бессарабии с Румынией. Во время голосования здание, где заседал Сфатул Цэрий, было окружено румынскими войсками с пулемётами, на самом голосовании присутствовали румынские военные власти. Голосование, вопреки требованиям депутатов, было открытым, а не тайным.
Представители немецкого, болгарского и гагаузского меньшинств заявили, что в этом вопросе воздерживаются от голосования. Представитель крестьянской фракции В. Цыганко и представитель Русской культурной лиги А. Грекулов заявили, что вопрос объединения можно решить только путём всенародного референдума. Однако к их аргументам не прислушались, и было проведено открытое поимённое голосование. За присоединение проголосовало 86 депутатов, против — 3, воздержались — 38, отсутствовали на заседании — 35.
Аккерманский уезд был подконтролен Одесской Советской Республике, однако в марте 1918 года румынские войска взяли штурмом Белгород-Днестровский и завершили занятие Бессарабии.
В ноябре началась подготовка к мирной конференции в Париже, на которой Румыния намеревалась добиться международного признания объединения. Румынское правительство организовало созыв Сфатул Цэрий с целью принятия решения о безоговорочном объединении Бессарабии с Румынией без каких бы то ни было условий об автономии. Перед открытием Сфатул Цэрий генеральный комиссар Бессарабии генерал Войтяну пригласил депутатов и убеждал их отказаться от автономии.
На заседании 25—26 ноября 1918 года при отсутствии кворума 36-ю голосами было принято решение о безусловном присоединении Бессарабии к Румынии, ликвидировавшее все условия акта от 27 марта 1918 года. Вскоре после принятия этого решения Сфатул Цэрий прекратил своё существование. Значительная часть депутатов выразила протест по этому поводу и даже направила меморандум румынскому правительству с требованиями восстановить автономию согласно акту от 27 марта, но их претензии не были приняты во внимание.
29 декабря 1919 года румынский парламент принял закон об аннексии Трансильвании, Буковины и Бессарабии.
28 октября 1920 года Англия, Франция, Италия и Япония подписали с Румынией т. н. Парижский протокол, согласно которому эти страны «полагая, что с точки зрения географической, этнографической, исторической и экономической присоединение Бессарабии к Румынии вполне оправдывается», признали суверенитет Румынии над Бессарабией.
Представители РСФСР и УССР 1 ноября 1920 года заявили, что «они не могут признать имеющим какую-либо силу соглашение, касающееся Бессарабии, состоявшееся без их участия, и что они никоим образом не считают себя связанными договором, заключенным по этому предмету другими правительствами».
Тем не менее следующие 22 года Бессарабия входила в состав Румынии. Присоединение Бессарабии к Румынии не признавалось Советским правительством и квалифицировалось как аннексия. На картах, выпускаемых в СССР вплоть до 1940 года, Бессарабия обозначалась как территория, оккупированная Румынией. Даже установление двусторонних советско-румынских дипломатических отношений (1934 не означало признания присоединения Бессарабии, что понимала и румынская сторона.
Присоединение региона к Румынии повлекло возникновение «Бессарабского вопроса» — советско-румынского спора о принадлежности Бессарабии. Аргументами советской стороны было то, что Бессарабия до 1918 года никогда не входила в состав Румынии, и досталась России в 1812 году по итогам войны с Османской империей. Часть местного населения идентифицировала себя как молдаване и желала создания независимого национального молдавского государства или молдавской автономии. Также в крае проживали русские, украинцы, гагаузы, болгары, немцы и прочие народы, недовольные политикой Бухареста по отношению к ним. Румынская же сторона настаивала на окончательности волеизъявления народа в лице Сфатул Цэрий в 1918 году.
В 1940 году советское правительство вернуло контроль над Бессарабией. На территории бывшей губернии были созданы: Молдавская ССР и Измаильская область Украинской ССР.

### Герб
Герб Бессарабской области утверждён Николаем Первым 2 апреля 1826 года: «Щит разделён на две половины, в верхней части в красном поле двуглавый орёл, украшенный золотой короною, на груди коего красный щит с изображением св. Великомученика и Победоносца Георгия, сидящего на белом коне и копьем поражающего змия; орёл держит в правой лапе факел и молнию, а в левой лавровый венок; в нижней половине в золотом поле изображена воловья голова, представляющая герб Молдавии».
Гербы цинутов (уездов) также были утверждены 2 апреля 1826 года согласно рисункам, представленным в Министерство внутренних дел полномочным наместником Бессарабской области. Данные гербы составлены в ведомстве областного землемера, там же им дано соответствующее толкование.
Новый вариант герба принят Александром Вторым 5 июля 1878 года. Выглядел он следующим образом: «В лазуревом щите золотая голова тура (зубра), с червлёными глазами, языком и рогами, сопровождаемая, между рогами, золотой о пяти лучах звездой и по бокам вправо, серебряной розой о пяти лучах и влево таковым же полумесяцем, обращённым влево. Кайма из цветов Империи. Щит увенчан Императорской короной и окружён золотыми дубовыми листьями, соединёнными Андреевской лентой».
- Герб области (1815)
- Герб области (1826)
- Герб области (1856)
- Герб губернии (изд. МВД, 1880)
- Современная прорисовка герба 1878 г.

## Административное деление
В 1813 году, после присоединения Бессарабии к Российской империи, согласно правилам о временном устройстве Бессарабии, её территория была разделена на 9 цинутов (изначально планировалось 12): Хотинский, Ясский (Фолештский), Сорокский, Орхейский, Бендерский, Хотарничанский, Кодрский, Гречанский и Томаровский (Измаильский). Однако к 1818 году, когда был принят устав об образовании Бессарабской области, административное деление претерпело изменения: были расформированы Гречанский, Кодрский, Сорокский и Хотарничанский цинуты и образован новый цинут — Аккерманский. В итоге количество цинутов сократилось до шести.
В 1828 году область потеряла самостоятельность и была включена в состав Новороссийского генерал-губернаторства. В связи с этим был проведён ряд административных реформ, и в частности, цинуты были переименованы в уезды. В 1830 году образован Леовский уезд (с 1835 года — Кагульский уезд), а в 1836 году — Кишинёвский и Сорокский уезды. В 1857 году был образован Комратский уезд, но уже через год он был упразднён.
В 1856 году, по условиям Парижского мира, Измаильский и Кагульский уезды были переданы Молдавскому княжеству.
В 1873 году Бессарабская область преобразована в губернию с сохранением прежнего деления на 7 уездов: Аккерманский, Бендерский, Кишинёвский, Оргеевский, Сорокский, Хотинский и Ясский.
В 1878 году в состав Бессарабской губернии были возвращены территории Измаильского и Кагульского уездов в виде объединённого Измаильского уезда. Административное устройство Измаильского уезда значительно отличалось от всех остальных, например, в нём не было волостей, а существовали отдельные коммуны. Окончательное обустройство Измаильского уезда было завершено лишь в 1904 году, при этом его административные границы претерпели существенные изменения.
6 марта 1887 Ясский уезд переименован в Белецкий. Такое деление сохранялось до 1917 года.
АТД в конце XIX века:
| № | Уезд         | Уездный город          | Герб уездного города | Площадь, вёрст² | Площадь, км² | Население (1897), чел. |
| - | ------------ | ---------------------- | -------------------- | --------------- | ------------ | ---------------------- |
| 1 | Аккерманский | Аккерман (28 258 чел.) |                      | 7282,7          | 8288,0       | 265 247                |
| 2 | Белецкий     | Бельцы (18 478 чел.)   |                      | 4871,0          | 5543,5       | 211 448                |
| 3 | Бендерский   | Бендеры (31 797 чел.)  |                      | 5398,5          | 6143,8       | 194 915                |
| 4 | Измаильский  | Измаил (22 295 чел.)   |                      | 8128,0          | 9250,2       | 244 274                |
| 5 | Кишинёвский  | Кишинёв (108 483 чел.) |                      | 3271,0          | 3723,0       | 279 657                |
| 6 | Оргеевский   | Оргеев (12 336 чел.)   |                      | 3632,0          | 4133,4       | 213 478                |
| 7 | Сорокский    | Сороки (15 351 чел.)   |                      | 4010,7          | 4564,2       | 218 861                |
| 8 | Хотинский    | Хотин (18 398 чел.)    |                      | 3501,9          | 3985,4       | 307 532                |

## Руководство губернии

### Губернаторы
| Ф. И. О.                          | Титул, чин, звание                                                                        | Время замещения должности |
| --------------------------------- | ----------------------------------------------------------------------------------------- | ------------------------- |
| Стурдза Скарлат Дмитриевич        | действительный статский советник                                                          | 1812—17.06.1813           |
| Гартинг Иван Маркович             | инженер, генерал-майор                                                                    | 17.06.1813—10.1817        |
| Катакази Константин Антонович     | действительный статский советник                                                          | 17.12.1817—16.08.1825     |
| Тимковский Василий Фёдорович      | статский советник                                                                         | 16.08.1825—17.01.1828     |
| Тургенев Александр Михайлович     | действительный статский советник                                                          | 17.01.1828—30.07.1828     |
| Пражевский Николай Прокофьевич    | действительный статский советник                                                          | 02.11.1828—24.03.1829     |
| Сорокунский Акинфий Иванович      | действительный статский советник                                                          | 24.03.1829—17.04.1833     |
| Аверин Павел Иванович             | действительный статский советник                                                          | 06.07.1833—28.08.1834     |
| Фёдоров Павел Иванович            | генерал-майор (генерал от инфантерии)                                                     | 28.08.1834—29.05.1854     |
| Ильинский Михаил Сергеевич        | генерал-майор                                                                             | 15.07.1854—10.11.1857     |
| Фантон-де-Веррайон Михаил Львович | генерал-майор (генерал-лейтенант)                                                         | 10.11.1857—19.12.1862     |
| Велио Иван Осипович               | барон, в звании камер-юнкера, статский советник, и. д. (действительный статский советник) | 28.12.1862—01.08.1863     |
| Антонович Платон Александрович    | генерал-майор                                                                             | 01.08.1863—30.11.1867     |
| Гангард Егор Егорович             | генерал-майор                                                                             | 05.12.1867—03.06.1871     |
| Шебеко Николай Игнатьевич         | Свита Его Величества, генерал-майор с 08.09.1872                                          | 03.06.1871—27.02.1879     |
| Янковский Евгений Осипович        | генерал-майор                                                                             | 15.05.1879—12.08.1881     |
| Кониар Модест Маврикиевич         | действительный статский советник                                                          | 16.08.1881—30.06.1883     |
| Константинович Александр Петрович | генерал-майор (генерал-лейтенант)                                                         | 30.07.1883—04.07.1899     |
| Раабен Викентий Самойлович        | генерал-лейтенант                                                                         | 10.07.1899—30.05.1903     |
| Урусов Сергей Дмитриевич          | князь, статский советник, и. д.                                                           | 30.05.1903—31.10.1904     |
| Харузин Алексей Николаевич        | коллежский советник (статский советник), и. д.                                            | 31.10.1904—11.10.1908     |
| Канкрин Иван Викторович           | граф, действительный статский советник                                                    | 11.10.1908—07.05.1912     |
| Гильхен Михаил Эдуардович         | действительный статский советник                                                          | 07.05.1912—1915           |
| Воронович Михаил Михайлович       | действительный статский советник                                                          | 1915—1917                 |

### Губернские предводители дворянства
| Ф. И. О.                               | Титул, чин, звание                                   | Время замещения должности |
| -------------------------------------- | ---------------------------------------------------- | ------------------------- |
| Рышкан Дмитрий Константинович          | надворный советник                                   | 25.07.1818—1821           |
| Стурдза Иван Михайлович                | коллежский советник                                  | 04.01.1822—1824           |
| Башот Иван Константинович              | коллежский советник                                  | 18.12.1824—29.01.1829     |
| Леонард Алексей Панайотович            | титулярный советник, исполняющий должность           | 29.01.1829—17.03.1831     |
| Димитриу Егор Иванович                 | не имел чина                                         | 17.03.1831—13.03.1841     |
| Стурдза Иван Михайлович                | статский советник                                    | 13.03.1841—21.06.1850     |
| Бальш Георгий Александрович            | статский советник                                    | 26.08.1850—19.04.1857     |
| Кантакузен Михаил Александрович        | князь, статский советник                             | 19.04.1857—18.03.1866     |
| Крупенский Николай Матвеевич           | в звании камер-юнкера, статский советник             | 18.03.1866—14.03.1869     |
| Кантакузен Михаил Александрович        | князь, статский советник                             | 14.03.1869—08.02.1872     |
| Рышкан-Дерожинский Егор Леопольдович   | в звании камер-юнкера, отставной майор               | 10.03.1872—17.12.1874     |
| Леонард Павел Георгиевич               | губернский секретарь (статский советник), камергер   | 02.01.1875—21.04.1879     |
| Катаржи Иван Егорович                  | коллежский советник (тайный советник)                | 28.07.1881—30.08.1896     |
| Крупенский Михаил Николаевич           | статский советник (действительный статский советник) | 15.05.1897—01.01.1905     |
| Феодосиу Михаил Егорович               | действительный студент                               | 18.01.1905—29.01.1908     |
| Крупенский Александр Николаевич        | статский советник                                    | 29.01.1908—1913           |
| Вакансия                               |                                                      | 1913—1915                 |
| Доливо-Добровольский Роман Григорьевич | коллежский советник                                  | 1915—1917                 |

### Вице-губернаторы
| Ф. И. О.                         | Титул, чин, звание                                   | Время замещения должности |
| -------------------------------- | ---------------------------------------------------- | ------------------------- |
| Крупенский Матвей Егорович       | статский советник                                    | 08.08.1816—06.10.1823     |
| Петрулин Василий Васильевич      | коллежский советник                                  | 06.10.1823—06.11.1824     |
| Вигель Филипп Филиппович         | статский советник                                    | 01.12.1824—21.06.1826     |
| Фирсов Фёдор Дмитриевич          | коллежский советник                                  | 21.06.1826—23.05.1828     |
| Голубцов Евграф Никифорович      | статский советник                                    | 23.05.1828—04.05.1829     |
| Климш Иван Семёнович             | надворный советник (коллежский советник)             | 04.05.1829—26.07.1835     |
| Пригоровский Василий Николаевич  | коллежский советник                                  | 26.07.1835—24.03.1845     |
| Чиркович                         | статский советник                                    | 29.03.1845—1847           |
| Протейкинский Пётр Павлович      | коллежский советник                                  | 1847—1854                 |
| Виноградский Афиноген Васильевич | коллежский советник (статский советник)              | 10.05.1854—10.05.1857     |
| Борзенко Александр Алексеевич    | действительный статский советник                     | 10.05.1857—03.04.1859     |
| Куцкевич-Кишкин Лев Николаевич   | действительный статский советник                     | 03.04.1859—16.01.1870     |
| Танский Сергей Фёдорович         | действительный статский советник (камергер)          | 16.01.1870—06.03.1886     |
| Истинский Николай Дмитриевич     | коллежский советник (статский советник)              | 06.03.1886—16.03.1889     |
| Гордеев Николай Николаевич       | надворный советник                                   | 16.03.1889—14.12.1889     |
| Петровский Лев Николаевич        | надворный советник                                   | 14.12.1889—16.01.1892     |
| Устругов Василий Гаврилович      | статский советник (действительный статский советник) | 16.01.1892—04.07.1903     |
| Блок Иван Львович                | статский советник                                    | 04.07.1903—19.09.1905     |
| Татищев Сергей Сергеевич         | граф, коллежский советник                            | 19.09.1905—29.11.1905     |
| Кнолл Иосиф Грацианович          | статский советник                                    | 02.12.1905—10.02.1907     |
| Фукс Владимир Эдуардович         | статский советник                                    | 10.02.1907—30.06.1909     |
| Мордвинов Михаил Дмитриевич      | действительный статский советник                     | 30.06.1909—31.12.1910     |
| Юган Александр Николаевич        | действительный статский советник                     | 31.12.1910—1913           |
| Евреинов Сергей Дмитриевич       | статский советник                                    | 1913—1915                 |
| Арсеньев Борис Константинович    | коллежский советник                                  | 1915—1917                 |

### Губисполком
- Мелешин, Яков Денисович — председатель исполкома губернского Совета (ноябрь 1917 — март 1918)[6]

## Население
| 1897      |
| --------- |
| 1 935 412 |

Число жителей в 1889 году — 1 628 876, или 40 на кв. версту (35 человек на км²). По вероисповеданиям они распределяются так:
| вероисповедание   | население |
| ----------------- | --------- |
| Православные      | 1 368 668 |
| Иудеи             | 180 910   |
| Протестанты       | 44 214    |
| Раскольники       | 21 900    |
| Католики          | 9 307     |
| Армяно-григориане | 3 849     |

Статистические сведения из словаря Брокгауза и Ефрона не дают данных о народностях. Их в Бессарабской губернии было много, и по данным о вероисповеданиях можно сделать выводы лишь об одной — евреях (известия о жительстве их в Бессарабии восходят к XVI веку).
После присоединения Бессарабии к Российской империи, её территория вошла в черту оседлости, где дозволялось жить евреям. Значительное количество евреев переселилось в Бессарабию на протяжении XVIII века, в первую очередь из соседней Подольской губернии, но также и из других мест. Начало еврейской земледельческой колонизации в Бессарабской области было положено указом императора Николая I «Положение о евреях» от 13 апреля 1835 года. С 1836 по 1853 год было образовано 17 сельскохозяйственных колоний, преимущественно в северных районах края: 9 — в Сорокском уезде, 3 — в Оргеевском уезде, две — в Ясском (позднее Белецкий) уезде, по одной — в Бендерском, Кишинёвском и Хотинском уездах. К началу колонизации в Бессарабской области было около 49 тысяч евреев (около 11 % от всего населения края) и ещё около 10 тысяч переселились туда в последующие несколько десятилетий. Около 16 % евреев в Бессарабии были жителями земледельческих колоний. Основная же масса евреев проживала в городах и местечках. Политика поощрения еврейского земледелия в России была свёрнута императором Александром II новым указом от 30 мая 1866 года, вновь наложившим запрет на приобретение евреями земельных участков. К этому времени (1873) в Бессарабском крае насчитывалось 1082 еврейских хозяйства (10,589 душ).
Число молдаван энциклопедический словарь Брокгауза и Ефрона определяет противоречиво: в статье «Бессарабская губерния» — «около половины населения», в статье «румыны» — в 1 000 000. Их было всего более в уездах Кишинёвском, Ясском, при прутской полосе Хотинского и восточном углу Измаильского (тоже по Пруту), затем в Оргеевском и восточной части Бендерского, менее всего в южных уездах.
Русняки, старейшие по времени водворения, если не исконные поселенцы Бессарабской губернии, называются ещё малороссами по близости говора их с малорусским наречием, также галицианами и галицийскими малороссами, так как многие из них переселились в Бессарабию из Галиции во время притеснения унии; наконец, имя райлян или райян даётся им по той причине, что местность, занимаемая ими, — весь Хотинский уезд и прилежащие части Сорокского и Ясского уездов — составляли «райю», христианскую провинцию турецких владений, подчинённую хотинскому паше. Но в Бессарабии имелись и малороссы — выходцы из Малороссии, водворение которых началось в XVII веке и усилилось в следующем столетии особенно со времени введения крепостного права и уничтожения Запорожской сечи; они жили в Бендерском и Оргеевском уездах, меньше в Аккерманском и Измаильском. Молдаване и малороссы составляли массу крестьян губернии.
Великороссы, за исключением военных и чиновников, по большей части раскольники и сектанты, предки которых бежали из России собственно в Польшу, а оттуда под именем «липован» рассеялись по Молдавии, Австрийской Буковине и Турции. Начало их водворения относится к середине XVIII века. Некоторые раскольничьи партии водворились в северных уездах Бессарабской губернии, где жили отдельными небольшими обществами, а также в городах Хотине, Бельцах и Сороках. Переходы раскольников продолжались непрерывно и в последующие времена, когда главным их пристанищем сделался город Измаил и ближайшие к нему местности. Но было несколько переселений по распоряжению правительства из губерний Калужской, Тульской, Рязанской. Великороссы, по сословию мещане, занимались рыбной ловлей, арендой садов и т. д.
Немецкие колонисты стали селиться с 1814 года в Аккерманском уезде, где им принадлежало более половины земли. Болгары многочисленнее немцев, их колонии были расположены в Бендерском и Измаильском уездах. Немецкие и болгарские колонисты занимались земледелием, садоводством и виноделием и благодаря большим наделам, долгому пользованию правами и привилегиями и заботливости прежнего колониального управления достигли большого благосостояния.
Цыгане, которые явились в румынских княжествах с XV века, многочисленнее, чем в какой бы то ни было части России. По Кеппену, их считается здесь 18 788 человек обоего пола; все они православного исповедания. Наиболее населённое (83 семейства) из цыганских поселений есть вотчина Миклеушины, расположенная в 35 верстах от Кишинёва, принадлежавшая монастырю св. Киприана. Замечательно, что в Молдавии были и крепостные цыгане; по присоединении Бессарабии к России большая часть крепостных цыган принадлежала роду князей Кантакузиных.
Население Бессарабской губернии не только отличалось своей национальной разношерстностью, но и распадалось на несколько отдельных классов, которые различались по своим названиям, а отчасти и по правам, что являлось наследием государственного устройства прежнего Молдавского княжества. Классы эти были: бояринаши, мазылы, рупташи, рупта-де-камара и рупта-де-вистерии; сельское население разделялось на неран и резешей.
См. также: Бирники, Скутельники, Бреслаки.
По переписи 1897 года в Бессарабской губернии было 1 933 436 жителей (991 257 мужчин и 942 179 женщин), из них в городах 304 182 (в губернском городе Кишинёве — 108 796). В соответствии с переписью 1897 года «47,6 % жителей Бессарабии были молдаванами, 19,6 — украинцами, 8 — русскими, 11,8 — евреями, 5,3 — болгарами, 3,1 — немцами, 2,9 — гагаузами». Численность молдаван снизилась с 1859 года на 7,3 %. Города и большинство сёл были многонациональными. Молдаване, болгары, гагаузы, немцы жили в основном в сёлах. 37,2 % горожан составляли евреи, 24,4 — русские, 15,8 — украинцы, 14,2 — молдаване. По мнению некоторых учёных численность русских в Бессарабии была завышена и составляла меньше чем 8,1 % (155,7 тыс.), так как к русским были причислены и часть украинцев и белорусов. По расчётам В. Зеленчука, численность русских равнялась 123,1 тыс. человек. И. В. Табак приводит цифру в 100 тыс. человек. Перепись 1897 года также свидетельствует, что русские играли заметную роль в сферах, связанных с деятельностью государственной администрации, суда, полиции, юридической, общественной и сословной службы, где они составляли более 60 %.
Распределение населения по национальному составу (по уездам, 1897):
| Уезд              | Молдаване | Евреи  | Великороссы | Малороссы | Поляки | Болгары | Немцы  | Гагаузы и турки |
| ----------------- | --------- | ------ | ----------- | --------- | ------ | ------- | ------ | --------------- |
| Аккерманский уезд | 16,4 %    | 4,6 %  | 9,6 %       | 26,7 %    | …      | 21,3 %  | 16,4 % | 3,9 %           |
| Бендерский уезд   | 45,1 %    | 8,5 %  | 9,5 %       | 10,8 %    | …      | 7,6 %   | 2,9 %  | 14,1 %          |
| Белецкий уезд     | 66,3 %    | 12,9 % | 6,7 %       | 11,4 %    | …      | …       | 1,0 %  | …               |
| Измаильский уезд  | 39,1 %    | 4,8 %  | 12,4 %      | 19,6 %    | …      | 12,5 %  | 2,0 %  | 7,3 %           |
| Кишинёвский уезд  | 62,9 %    | 19,5 % | 11,9 %      | 1,9 %     | 1,3 %  | …       | …      | …               |
| Оргеевский уезд   | 77,9 %    | 12,5 % | 2,7 %       | 5,6 %     | …      | …       | …      | …               |
| Сорокский уезд    | 63,2 %    | 14,2 % | 4,8 %       | 16,0 %    | …      | …       | …      | …               |
| Хотинский уезд    | 23,8 %    | 15,6 % | 5,8 %       | 53,2 %    | …      | …       | …      | …               |

### Дворянские роды
- Катакази

## Культура

### Образование
Бессарабская губерния имела всего 662 училища с 41 715 учащимися, в том числе в Кишинёве 2 классические гимназии, реальное училище, фельдшерская школа, духовная семинария и училище, женская гимназия и епархиальное училище, в Болграде — гимназия, в Аккермане и Измаиле 4 классные мужские и женские прогимназии, в Комрате реальное училище, в Байрамге учительская семинария. Сельских школ ведомства министерства народного просвещения — 470, церковно-приходских православных — 76, всего более в Сорокском уезде — 22, на все сельские училища расходовалось ежегодно до 300 тыс. руб., на средние учебные заведения до 200 тыс. рублей.

### Здравоохранение
Больниц в городах 25 с 734 кроватями, в уездах 28 с 422 кроватями, аптек в городах 24, в уездах 40, врачей мужского пола 144, женского 15, фельдшеров 196, фельдшериц 34, повивальных бабок 98.

### Кинематограф
В 1914 году операторами был снят приезд в Кишинёв царя Николая II, на открытие памятника Александру II на центральной площади Кишинёва.

### Религия
В Бессарабской губернии было 16 мужских и 6 женских православных обителей.
Мужские обители:
- Гербовецкий Успенский монастырь, в Оргеевском уезде
- Гинкульский Параскевиевский монастырь, в Кишинёвском уезде
- Гиржавский Вознесенский монастырь, в Оргеевском уезде
- Добрушский Николаевский монастырь, в Оргеевском уезде[27]
- Каларашевский Успенский монастырь, в Сорокском уезде
- Киприановский Успенский монастырь, в Кишинёвском уезде
- Кондрицкий Николаевский скит при Киприановском монастыре
- Курковский Рождество-Богородичный монастырь, в Оргеевском уезде
- Ново-Нямецкий Свято-Вознесенский (Кицканский) монастырь, в Бендерском уезде
- Сахарнянский Троицкий монастырь, в Оргеевском уезде
- Городищенский Успенский скит при Сахарнянском монастыре
- Суручанский Георгиевский скит, в Кишинёвском уезде
- Фрумошский Успенский монастырь, в Оргеевском уезде
- Цыганештский Успенский скит, в Оргеевском уезде
- Жабский Вознесенский монастырь, в Сорокском уезде
- Ферапонтиевский скит

Женские обители:
- Варзарештский Димитриевский скит, в Кишинёвском уезде[28]
- Рудянский скит при Варзарештском ските
- Кошелевский Успенский скит, в Сорокском уезде[29]
- Речульский Рождество-Богородичный скит, в Оргеевском уезде
- Таборский Успенский скит, в Оргеевском уезде
- Хировский или Чуровский Николаевский скит, в Оргеевском уезде

## Археологические находки
В 1912 году на территории губернии в селе Бородино Аккерманского уезда найден Бородинский клад, представляющий большую историческую и научную ценность.

## Хозяйство
Бессарабия не принадлежала к разряду промышленных губерний. Из заводов и фабрик, обложенных акцизом: винокуренных 29, выкуривших 47 миллионов градусов спирита; свеклосахарный завод в действии 1, производство 133 тысячи пуд. сахарного песку; табачных фабрик 9, производство 17300 пуд.; мест раздробительной продажи питей 4100, в городах всего более в Кишинёве — 458, из уездов в Измаильском — 629. Из других следует упомянуть о 93 кирпичных и черепичных, 5 салотопных, 31 свечном, 12 сыроварнях, 30 рыбных (в том числе 26 в Измаильском уезде), 11 мыловаренных, 30 кожевенных, 160 маслобойных, 3 чугунолитейных, 4 суконных фабрики, всего фабрик и заводов 801 с 3392 рабочими и оборотом в 1 080 640 рублей.
Торговых заведений 4529 с оборотом в 13 984 800 рублей. По внешней торговле привезено товаров на 2 693 034 рублей, монеты на 350 897 рублей и бумажных денег на 1 510 740 рублей, вывезено товаров на 9 667 290 р., монеты на 36 268 р. и бумажных денег на 116 082 р. Южная и средняя часть Бессарабии имели достаточное количество железных дорог, а именно здесь проходили ветви Юго-Западных железных дорог от Бендер через Кишинёв до Унген, на границе Румынии, и от Бендер до Рени, на Дунае, в северной части строятся ж. д. от Могилёва-на-Днестре к Новосельцам на австрийской границе и от этой линии к Кишинёву.
Бессарабская губерния была разбита на 8 уездов, но почтовые марки выпускались только в трёх из них (Оргеевском, Ясском и Сорокском), а в остальных почта была бесплатной.
Бессарабия занимала первое место в России по виноделию и была замечательна также по развитию садоводства и разведению табака (особенно турецких сортов). Кроме холмистой средней части Бессарабии виноделие и садоводство было особенно развито ещё в долине Днестра и на берегах Днестровского лимана, особенно ниже места Атаки, против Могилёва. Во внутренние губернии и обе столицы вывозились яблоки, груши, сушеные сливы (чернослив) и абрикосы; низший сорт чернослива, т. н. молдавский, шёл отсюда во всю Европейскую Россию. В конце XIX века средних уездах были заведены сушильни фруктов (американского образца) и сушеные плоды по качеству не уступали заграничным.
Главный хлеб в Бессарабской губернии, за исключением Аккерманского уезда, — кукуруза, часть её отправлялась за пределы губернии и за границу, но большая часть шла на продовольствие населения в виде мамалыги, грубо размолотой муки, варённой на воде с салом или на молоке. Кукуруза во многих хозяйствах с давних времён чередовалась с пшеницей, без пара и удобрения. В долине Прута решительно преобладает кукуруза. Пшеница составляла главный предмет вывоза из губернии, в северных и средних уездах сеялась более озимой, а в южных — яровой; кроме того, вывозился ещё ячмень и льняное семя. Для полевых работ употреблялся рогатый скот, большей частью серой украинской породы, лишь в Аккерманском уезде — лошади. Овцеводство имело большое значение, но тонкорунных содержали мало, а преобладала местная цигайская порода с длинной, грубой шерстью. Из молока этой овцы приготовляется сыр — брынза, потребляемый на месте.

### Земля
|                       |                     | Десятины  | Десятины  | Десятины | Десятины |
| всей земли            | пахотной            | луговой   | леса      |          |          |
| --------------------- | ------------------- | --------- | --------- | -------- | -------- |
| крестьянские наделы   | крестьянские наделы | 1 939 770 | 1 018 989 | 171 677  | 32 164   |
| личной собственности: | дворян              | 945 094   |           |          |          |
| личной собственности: | духовенства         | 2957      |           |          |          |
| личной собственности: | купцов              | 231 996   |           |          |          |
| личной собственности: | мещан и солдат      | 9097      |           |          |          |
| личной собственности: | крестьян            | 58 717    |           |          |          |
| личной собственности: | иностр. поселенцев  | 51 192    |           |          |          |
| личной собственности: | всего               | 3 685 248 | 1 655 124 | 455 273  | 255 420  |

Кроме того, казённой земли — 11 854 дес., церковной — 21 717, монастырской — 165 011, городов и посадов — 17 932, частных обществ и компаний — 12 241. Отсюда видно, что в Бессарабской губернии более половины земли составляли крестьянские наделы и в этом отношении Бессарабия резко отличалась от соседних с ней юго-западных и новороссийских губерний и сходна с северными и средними чернозёмными — Курской, Орловской, Тульской, Рязанской. Из земли, состоящей в личной собственности, более половины принадлежало дворянам. В Бессарабии много земли принадлежало заграничным православным монастырям и другим духовным учреждениям. Это дары и завещания набожных молдавских господарей и бояр, особенно от XIV по XVIII вв. Точных статистических сведений о пространстве этих имений в печати не имеется. Расхищение имений уполномоченными заграничных монастырей и употребление доходов не на те цели, которые указывали завещатели, побудили правительство взять имения в казённое управление. В имениях, принадлежащих туземным монастырям, велось правильное хозяйство, сохранились превосходные леса и разведено много фруктовых садов и виноградников.

### Данные на 1900 год
Скотоводство:
- лошадей — 865 871
- ослов и мулов 1456
- крупного рогатого скота — 662 697
- овец — 1 642 859
- коз — 24 315
- свиней — 309 378

Сбыт скота на мясо в основном за границу.
Железных дорог — 4; они пересекают губернию на протяжении 786 вёрст (839 км).
Налоги и повинности: окладных сборов в 1900 году поступило 1 901 393 рублей (недоимок — 1074 тысяч рублей), косвенных в 1901 году — 3 058 930 рублей (из них питейного — 2926 тысяч рублей).
Бюджет губернского земства к 1901 году исчислен в 731 625 рублей; городских доходов в 1900 году поступило 1 869 298 рублей (в городе Кишинёве — 1216 тысяч рублей), израсходовано на городское хозяйство — 1 780 811 рублей.

## Известные бессарабцы
- Мойше Альтман — еврейский советский писатель
- Борис Израилевич Анисфельд — русский художник, сценограф
- Семён Константинович Тимошенко — советский военачальник, Маршал Советского Союза.
- Шико Аранов — молдавский советский дирижёр и композитор
- Гари Бертини — израильский дирижёр и композитор
- Александр Борисович Гольденвейзер — пианист, народный артист СССР
- Меир Дизенгоф — первый мэр Тель-Авива
- Борис Давидович Камков — русский революционер
- Григорий Иванович Котовский — командир Красной армии
- Павел Николаевич Крупенский — правый политик
- Сергей Лазо — командир Красной армии
- Абба Лернер — американский экономист
- Владимир Митрофанович Пуришкевич — правый политик
- Александр Наумович Фрумкин — советский физик
- Александр Ничипорович Шимановский — этнограф, пушкинист